# Funktionaldeterminante
Die Funktionaldeterminante oder Jacobi-Determinante ist eine mathematische Größe, die in der mehrdimensionalen Integralrechnung, also der Berechnung von Oberflächen- und Volumenintegralen, eine Rolle spielt. Insbesondere findet sie in der Flächenformel und dem aus dieser hervorgehenden Transformationssatz Verwendung.

## Lokales Verhalten einer Funktion

Eine nichtlineare Abbildung transformiert ein Rechteck (links, in rot) zu einer verzerrten Fläche (rechts, in rot). Die Jacobi-Matrix in einem Punkt ist die beste lineare Approximation der Funktion um diesen Punkt herum : Das originale Rechteck würde durch die Jacobi-Matrix in das weiße durchsichtige Parallelogramm überführt. Die Funktionaldeterminante ist das Verhältnis der Flächen des approximierenden Parallelogramms und dem originalen Rechteck.

Die Funktionaldeterminante gibt zu einem gegebenen Punkt wichtige Informationen über das Verhalten der Funktion {\displaystyle f} in der Nähe dieses Punktes. Wenn beispielsweise die Funktionaldeterminante einer stetig differenzierbaren Funktion in einem Punkt {\displaystyle p} ungleich null ist, so ist die Funktion in einer Umgebung von {\displaystyle p} invertierbar. Weiterhin gilt, dass bei positiver Determinante in {\displaystyle p} die Funktion ihre Orientierung beibehält und bei negativer Funktionaldeterminante die Orientierung umkehrt. Der absolute Wert der Determinante im Punkt {\displaystyle p} gibt den Wert an, mit dem die Funktion in der Nähe von {\displaystyle p} expandiert oder schrumpft.

## Definition
Für eine differenzierbare Funktion {\displaystyle f\colon \mathbb {R} ^{n}\to \mathbb {R} ^{n}} ist die Funktionaldeterminante definiert als die Determinante der Jacobi-Matrix von {\displaystyle f}, also als
{\displaystyle \det \,Df(x)}
mit
{\displaystyle Df(x)=\left({\frac {\partial f_{i}}{\partial x_{j}}}(x)\right)_{i,j=1,\dotsc ,n}}.
Für die Transformation von Volumenelementen, einen wichtigen Anwendungsfall in der Physik, reicht diese Definition aus. Die Flächenformel der Maß- und Integrationstheorie beschreibt dagegen auch, wie sich Integrale über Funktionen, die Räume unterschiedlicher Dimension ineinander abbilden, transformieren. In diesem Anwendungsfall ist {\displaystyle Df} keine quadratische Matrix mehr, sodass der Ausdruck oben nicht mehr definiert ist. Man verwendet dann die folgende Definition:
Die verallgemeinerte Funktionaldeterminante einer Funktion {\displaystyle f\colon \mathbb {R} ^{n}\to \mathbb {R} ^{m}} ist definiert als
{\displaystyle {\mathcal {J}}\!f(x):={\sqrt {\det \left(\left(Df(x)\right)^{T}\cdot Df(x)\right)}}}
Dabei bezeichnet {\displaystyle Df(x)\in \mathbb {R} ^{m\times n}} die Jacobi-Matrix und {\displaystyle (Df(x))^{T}} ihre Transponierte. Der Ausdruck {\displaystyle \det \left(\left(Df(x)\right)^{T}\cdot Df(x)\right)} wird gramsche Determinante von {\displaystyle Df} genannt.
Solange die betrachtete Abbildung keine Selbstabbildung ist, ist es üblich, das Präfix verallgemeinerte wegzulassen. Bei Selbstabbildungen kann dies allerdings zu Missverständnissen führen, da beide Definitionen im Allgemeinen unterschiedliche Werte annehmen. Es gilt ja
{\displaystyle {\mathcal {J}}\!f(x)={\sqrt {(\det Df)^{2}}}=|\det Df|\neq \det Df}
Im Kontext der Flächen- bzw. Transformationsformel wird allerdings ohnehin immer der Betrag verwendet.

## Anschauliche Deutung in drei Dimensionen

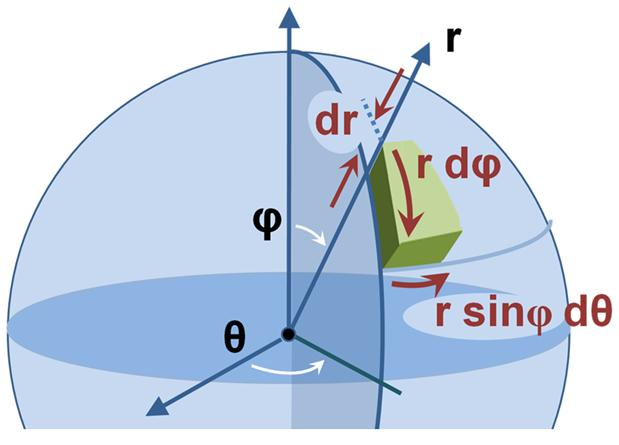
Volumenelement in Kugelkoordinaten:

Der Betrag der Funktionaldeterminante lässt sich anschaulich deuten als Spatprodukt der (lokalen) Basisvektoren. Diese Basisvektoren sind Tangentenvektoren an die Koordinatenlinien und werden aus der Koordinatentransformation durch partielle Ableitung nach den neuen Koordinaten berechnet. Somit bilden die Komponenten eines Basisvektors jeweils eine Spalte der Funktionaldeterminante. Mit der Funktionaldeterminante kann das Volumenelement der Integralrechnung bestimmt werden.
Für Kugelkoordinaten bedeutet dies:
{\displaystyle |\det Df|=({\vec {b}}_{r},{\vec {b}}_{\theta },{\vec {b}}_{\varphi })=r^{2}\sin(\theta )}.
Ausführliche Rechnung: siehe unten.

## Beispiele
Bei der Integration über geometrische Objekte ist es oft unpraktisch, über kartesische Koordinaten zu integrieren. So lässt sich in der Physik das Integral über ein radialsymmetrisches Potentialfeld, dessen Wert nur von einem Radius {\displaystyle r} abhängt, wesentlich leichter in Kugelkoordinaten berechnen.
Um dies zu tun, wendet man eine Koordinatentransformation {\displaystyle \Phi } an. Nach dem Transformationssatz gilt dann in diesem Beispiel:
{\displaystyle \int _{\Omega }U({\vec {r}})dV=\int _{\Phi ^{-1}(\Omega )}U(\Phi (r,\theta ,\varphi ))\cdot \left|\det D\Phi (r,\theta ,\varphi )\right|\,\mathrm {d} r\,\mathrm {d} \theta \,\mathrm {d} \varphi }
Im Folgenden sind Rechnungen zu drei Koordinatensystemen aufgeführt:

### Polarkoordinaten
Die Umrechnungsformeln von Polarkoordinaten in kartesische Koordinaten lauten:
{\displaystyle x=r\cos \varphi }
{\displaystyle y=r\sin \varphi }
Die Funktionaldeterminante lautet also:
{\displaystyle \det {\frac {\partial (x,y)}{\partial (r,\varphi )}}=\det {\begin{pmatrix}{\frac {\partial x}{\partial r}}&{\frac {\partial x}{\partial \varphi }}\\{\frac {\partial y}{\partial r}}&{\frac {\partial y}{\partial \varphi }}\end{pmatrix}}=\det {\begin{pmatrix}\cos \varphi &-r\sin \varphi \\\sin \varphi &r\cos \varphi \end{pmatrix}}=r\cdot (\cos \varphi )^{2}+r\cdot (\sin \varphi )^{2}=r}
Folglich ergibt sich für das Flächenelement {\displaystyle \mathrm {d} A}:
{\displaystyle \mathrm {d} A=\left|\det {\frac {\partial (x,y)}{\partial (r,\varphi )}}\right|\,\mathrm {d} r\,\mathrm {d} \varphi =r\,\mathrm {d} r\,\mathrm {d} \varphi .}

### Kugelkoordinaten
Die Umrechnungsformeln von Kugelkoordinaten ({\displaystyle r,\theta ,\varphi }) in kartesische Koordinaten lauten:
{\displaystyle x=r\sin \theta \cos \varphi },
{\displaystyle y=r\sin \theta \sin \varphi } und
{\displaystyle z=r\cos \theta \quad }.
Die Funktionaldeterminante lautet also:
{\displaystyle \det {\frac {\partial (x,y,z)}{\partial (r,\theta ,\varphi )}}=\det {\begin{pmatrix}\sin \theta \cos \varphi &r\cos \theta \cos \varphi &-r\sin \theta \sin \varphi \\\sin \theta \sin \varphi &r\cos \theta \sin \varphi &r\sin \theta \cos \varphi \\\cos \theta &-r\sin \theta &0\end{pmatrix}}=r^{2}\sin \theta .}
Folglich ergibt sich für das Volumenelement {\displaystyle \mathrm {d} V}:
{\displaystyle \mathrm {d} V=\left|\det {\frac {\partial (x,y,z)}{\partial (r,\theta ,\varphi )}}\right|\,\mathrm {d} r\,\mathrm {d} \theta \,\mathrm {d} \varphi =r^{2}\sin \theta \,\mathrm {d} r\,\mathrm {d} \theta \,\mathrm {d} \varphi .}
Manchmal ist es praktischer, mit folgender Konvention zu arbeiten:
{\displaystyle x=r\cos \theta \cos \varphi },
{\displaystyle y=r\cos \theta \sin \varphi } und
{\displaystyle z=r\sin \theta \quad }.
Die Funktionaldeterminante lautet somit:
{\displaystyle \det {\frac {\partial (x,y,z)}{\partial (r,\theta ,\varphi )}}=\det {\begin{pmatrix}\cos \theta \cos \varphi &-r\sin \theta \cos \varphi &-r\cos \theta \sin \varphi \\\cos \theta \sin \varphi &-r\sin \theta \sin \varphi &r\cos \theta \cos \varphi \\\sin \theta &r\cos \theta &0\end{pmatrix}}=-r^{2}\cos \theta .}
Also ergibt sich für das Volumenelement {\displaystyle \mathrm {d} V}:
{\displaystyle \mathrm {d} V=\left|\det {\frac {\partial (x,y,z)}{\partial (r,\theta ,\varphi )}}\right|\,\mathrm {d} r\,\mathrm {d} \theta \,\mathrm {d} \varphi =r^{2}\cos \theta \,\mathrm {d} r\,\mathrm {d} \theta \,\mathrm {d} \varphi .}

### Zylinderkoordinaten
Die Umrechnungsformeln von Zylinderkoordinaten ({\displaystyle \rho }, {\displaystyle \varphi }, {\displaystyle z}) in kartesische Koordinaten lauten:
{\displaystyle {\begin{aligned}x&=\rho \cos \varphi \\y&=\rho \sin \varphi \\z&=z\,.\end{aligned}}}
Die Funktionaldeterminante lautet also:
{\displaystyle \det {\frac {\partial (x,y,z)}{\partial (\rho ,\varphi ,z)}}=\det {\begin{pmatrix}\cos \varphi &-\rho \sin \varphi &0\\\sin \varphi &\rho \cos \varphi &0\\0&0&1\end{pmatrix}}=\rho .}
Folglich ergibt sich für das Volumenelement {\displaystyle \mathrm {d} V}:
{\displaystyle \mathrm {d} V=\left|\det {\frac {\partial (x,y,z)}{\partial (\rho ,\varphi ,z)}}\right|\,\mathrm {d} \rho \,\mathrm {d} \varphi \,\mathrm {d} z=\rho \,\mathrm {d} \rho \,\mathrm {d} \varphi \,\mathrm {d} z.}
Genauso gut hätte man eine andere Reihenfolge der Zylinderkoordinaten wählen können. Die Funktionaldeterminante lautet dann beispielsweise:
{\displaystyle \det {\frac {\partial (x,y,z)}{\partial (\rho ,z,\varphi )}}=\det {\begin{pmatrix}\cos \varphi &0&-\rho \sin \varphi \\\sin \varphi &0&\rho \cos \varphi \\0&1&0\end{pmatrix}}=-\rho .}
In das Transformationsgesetz geht jedoch immer nur der Betrag der Determinante ein, also ist das Ergebnis dann unabhängig von der gewählten Reihenfolge der Variablen, nach denen abgeleitet wird.